# アリゾナリーグ
アリゾナ・コンプレックスリーグ（Arizona Complex League、ACL）は、MLB傘下のマイナーリーグの一つ。最下位レベルのルーキークラスに分類される。
2020年まではアリゾナリーグ（Arizona League、AZL）という名称であった。

## 概要
1988年設立。東、中央、西の3つの地区に分かれ、MLB球団がスプリングトレーニングを行っている球場を主な本拠地として、6月中旬から9月中旬までに、1シーズン約60試合を行う。
当リーグを含むルーキークラスの球団は、A級以上のマイナー球団とは異なりMLB球団が直接保有する。また複数の球団を保有するMLB球団も存在する。

## 所属チーム
2022年現在。
| 地区                                                                                          | チーム                                                                                            | 提携先MLBチーム                                                             | 本拠地                                                                              |
| 東地区                                                                                        |                                                                                                   |                                                                             |                                                                                     |
| --------------------------------------------------------------------------------------------- | ------------------------------------------------------------------------------------------------- | --------------------------------------------------------------------------- | ----------------------------------------------------------------------------------- |
| 東地区                                                                                        | アリゾナ・コンプレックスリーグ・アスレチックス Arizona Complex League Athletics                   | オークランド・アスレチックス                                                | アリゾナ州メサ フィッチ・パーク                                                     |
| 東地区                                                                                        | アリゾナ・コンプレックスリーグ・カブス Arizona Complex League Cubs                                | シカゴ・カブス                                                              | アリゾナ州メサ スローン・パーク                                                     |
| 東地区                                                                                        | アリゾナ・コンプレックスリーグ・ダイヤモンドバックス Arizona Complex League Diamondbacks          | アリゾナ・ダイヤモンドバックス                                              | アリゾナ州スコッツデール ソルト・リバー・フィールズ・アット・トーキング・スティック |
| 東地区                                                                                        | アリゾナリーグ・コンプレックスリーグ・ジャイアンツ・ブラック Arizona Complex League Giants Black  | サンフランシスコ・ジャイアンツ                                              | アリゾナ州スコッツデール スコッツデール・スタジアム                                 |
| 東地区                                                                                        | アリゾナリーグ・コンプレックスリーグ・ジャイアンツ・オレンジ Arizona Complex League Giants Orange | サンフランシスコ・ジャイアンツ                                              | アリゾナ州スコッツデール スコッツデール・スタジアム                                 |
| 東地区                                                                                        | アリゾナ・コンプレックスリーグ・ロッキーズ Arizona Complex League Rockies                         | コロラド・ロッキーズ                                                        | アリゾナ州スコッツデール ソルト・リバー・フィールズ・アット・トーキング・スティック |
| 中地区                                                                                        |                                                                                                   |                                                                             |                                                                                     |
| アリゾナ・コンプレックスリーグ・エンゼルス Arizona Complex League Angels                      | ロサンゼルス・エンゼルス                                                                          | アリゾナ州テンピ テンピ・ディアブロ・スタジアム                             |                                                                                     |
| アリゾナ・コンプレックスリーグ・ブルワーズ・ブルー Arizona Complex League Brewers Blue        | ミルウォーキー・ブルワーズ                                                                        | アリゾナ州フェニックス アメリカンファミリー・フィールズ・オブ・フェニックス |                                                                                     |
| アリゾナ・コンプレックスリーグ・ドジャース Arizona Complex League Dodgers                     | ロサンゼルス・ドジャース                                                                          | アリゾナ州グレンデール キャメルバック・ランチ                               |                                                                                     |
| アリゾナ・コンプレックスリーグ・ガーディアンズ Arizona Complex League Guardians               | クリーブランド・ガーディアンズ                                                                    | アリゾナ州グッドイヤー グッドイヤー・ボールパーク                           |                                                                                     |
| アリゾナ・コンプレックスリーグ・レッズ Arizona Complex League Reds                            | シンシナティ・レッズ                                                                              | アリゾナ州グッドイヤー グッドイヤー・ボールパーク                           |                                                                                     |
| アリゾナ・コンプレックスリーグ・ホワイトソックス Arizona Complex League White Sox             | シカゴ・ホワイトソックス                                                                          | アリゾナ州グレンデール キャメルバック・ランチ                               |                                                                                     |
| 西地区                                                                                        |                                                                                                   |                                                                             |                                                                                     |
| アリゾナ・コンプレックスリーグ・ブルワーズ・ゴールド Arizona Complex League Brewers Gold      | ミルウォーキー・ブルワーズ                                                                        | アリゾナ州フェニックス アメリカンファミリー・フィールズ・オブ・フェニックス |                                                                                     |
| アリゾナ・コンプレックスリーグ・マリナーズ Arizona Complex League Mariners                    | シアトル・マリナーズ                                                                              | アリゾナ州ピオリア ピオリア・スポーツ・コンプレックス                       |                                                                                     |
| アリゾナ・コンプレックスリーグ・パドレス Arizona Complex League Padres                        | サンディエゴ・パドレス                                                                            | アリゾナ州ピオリア ピオリア・スポーツ・コンプレックス                       |                                                                                     |
| アリゾナ・コンプレックスリーグ・レンジャーズ Arizona Complex League Rangers                   | テキサス・レンジャーズ                                                                            | アリゾナ州サプライズ サプライズ・スタジアム                                 |                                                                                     |
| アリゾナリーグ・コンプレックスリーグ・ロイヤルズ・ブルー Arizona Complex League Royals Blue   | カンザスシティ・ロイヤルズ                                                                        | アリゾナ州サプライズ サプライズ・スタジアム                                 |                                                                                     |
| アリゾナリーグ・コンプレックスリーグ・ロイヤルズ・ゴールド Arizona Complex League Royals Gold | カンザスシティ・ロイヤルズ                                                                        | アリゾナ州サプライズ サプライズ・スタジアム                                 |                                                                                     |